# Wilfred Backhouse Alexander
Wilfred Backhouse Alexander (Croydon, 4 febbraio 1885 – 8 dicembre 1965) è stato un ornitologo ed entomologo britannico. Era fratello di Horace Alexander.

## Biografia
Alexander studiò storia naturale all'università di Cambridge. Fu direttore-assistente del Cambridge Museum of Zoology dal 1910 al 1911. Nel 1912, partì per l'Australia e lavorò presso il Western Australian Museum di Perth fino al 1920, quando iniziò a lavorare per conto del Commonwealth Prickly Pear Board di Brisbane, un ente preposto al controllo del fico d'India, pianta introdotta dall'uomo che stava danneggiando l'ecosistema australiano. Per studiare le popolazioni di fico d'India intraprese numerosi viaggi in Sudamerica, durante i quali passò anche molto tempo a osservare gli uccelli marini. In seguito pubblicò i risultati delle sue osservazioni nel libro Birds of the Ocean, una sorta di manuale di birdwatching ante-litteram. Nel 1926, si recò a lavorare presso l'American Museum of Natural History.
Alexander tornò in Gran Bretagna nel 1929. Nel 1930, divenne direttore del nuovo Oxford Bird Census (battezzato in seguito Edward Grey Institute of Field Ornithology). Nel 1945, si ritirò dal posto di direttore e divenne bibliotecario dell'Istituto, mansione che occupò fino al 1955. Lasciò in eredita la sua biblioteca personale che costituirà in seguito il nucleo originario della biblioteca a lui dedicata.